# Bürgerpark (Braunschweig)
Koordinaten: 52° 15′ 17″ N, 10° 31′ 20″ O

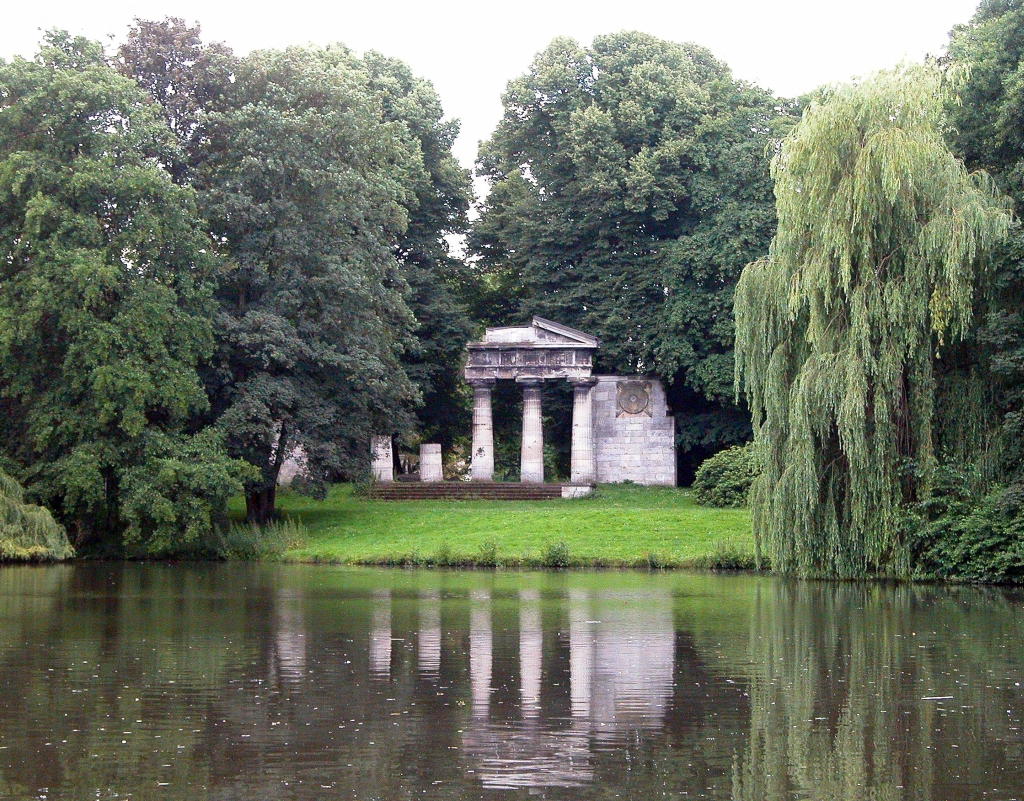
Der Portikus mit Portikusteich

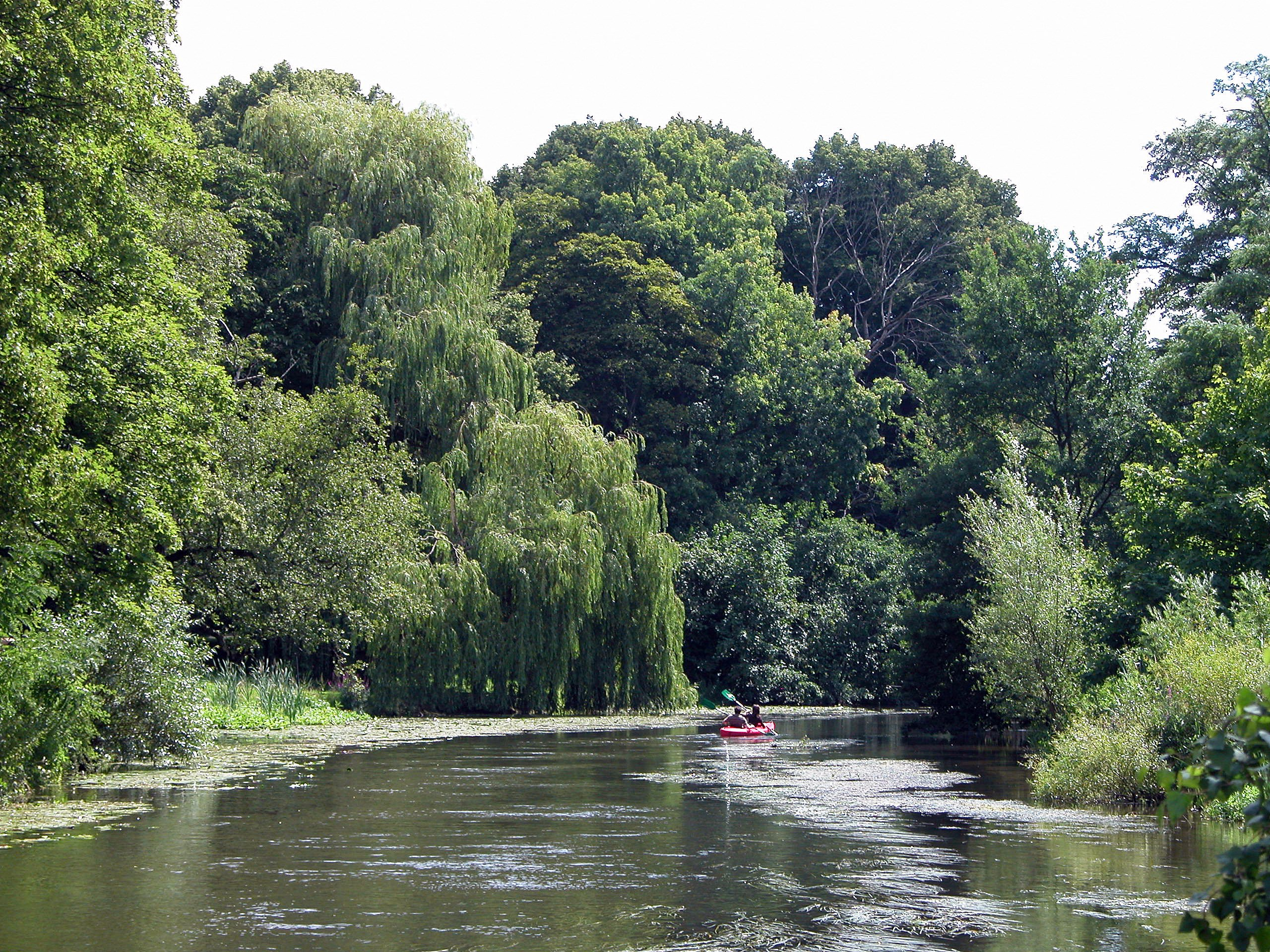
Die Oker durchfließt große Teile des Parks

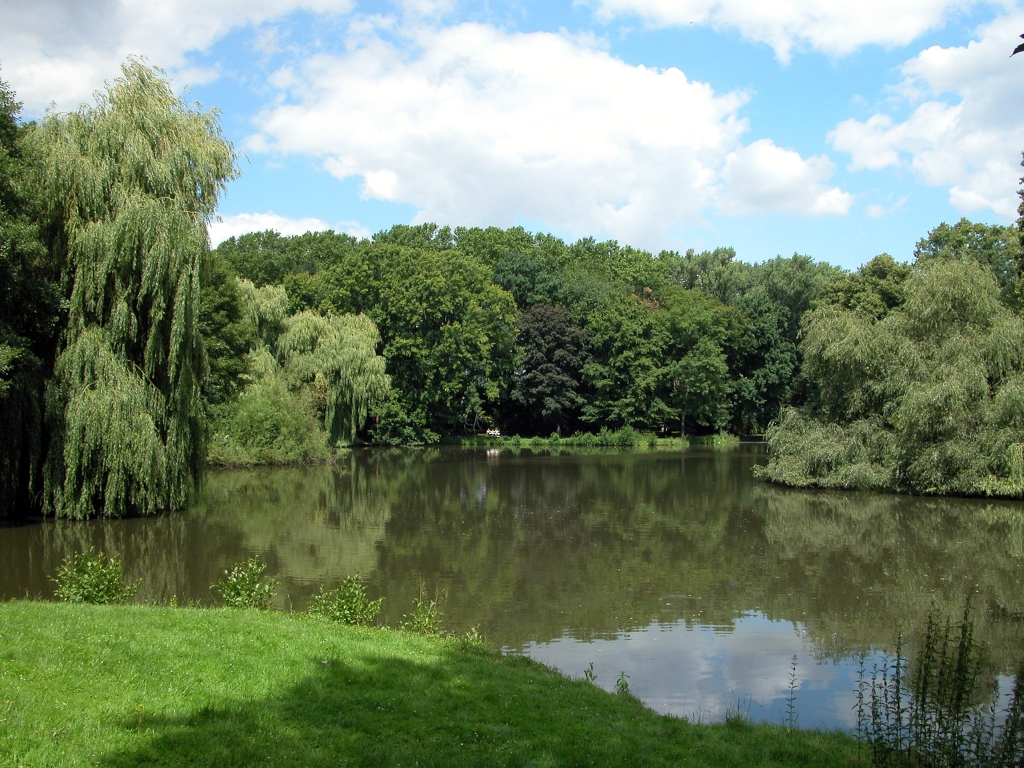
Der Portikusteich im Bürgerpark

Der Bürgerpark in Braunschweig ist eine der ältesten und größten Parkanlagen der Stadt. Er befindet sich südlich der Altstadt und liegt zwischen dem Westlichen Ringgebiet und dem Stadtquartier Viewegs Garten. Mit rund 42 Hektar ist der Park der drittgrößte der Stadt Braunschweig. Der kleinteilige landschaftliche Stadtpark im gemischten Stil ist heute ein Kulturdenkmal und wurde von 1886 bis 1925 planmäßig angelegt.
Im Westen wird er durch die Theodor-Heuss-Straße, im Osten durch die Wolfenbütteler Straße begrenzt. Im Süden grenzt er an einen Bahndamm, hinter dem sich das Grünareal mit dem Richmondpark und dem Kennel in der Okeraue fortsetzt und sich bis zum Südsee-Gebiet mit dem Südsee weiterzieht. In nördlicher Richtung geht der Bürgerpark fließend in den Kiryat-Tivon-Park (dem früheren Bahnhofspark) über. Zusammen bilden die vier Park- und Grünanlagen ein ausgedehntes Naherholungsgebiet entlang der Oker im südlichen Braunschweig.

## Geschichte

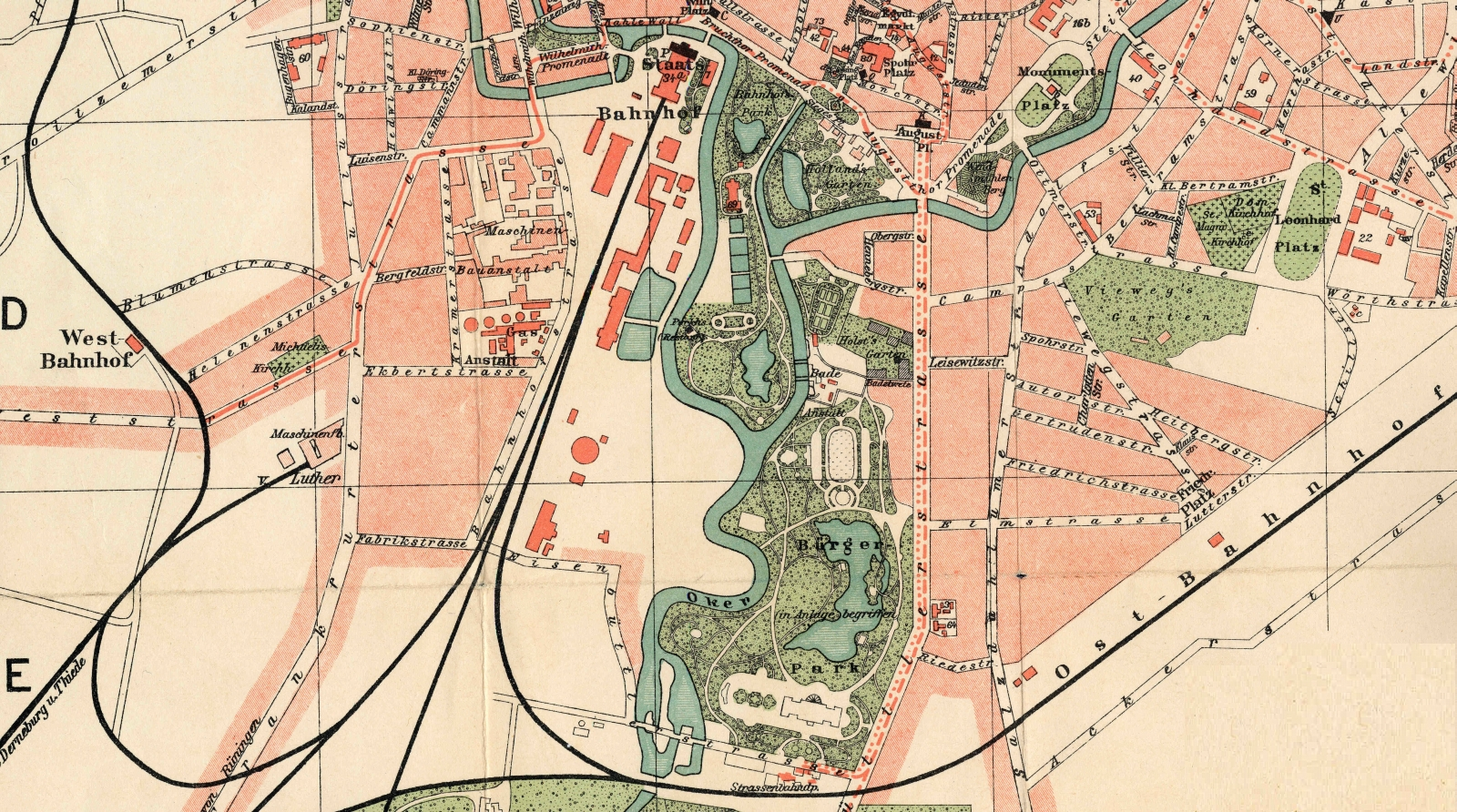
Der Bürgerpark auf einer Karte der Stadt Braunschweig, 1899

### Entstehung im 19. Jahrhundert

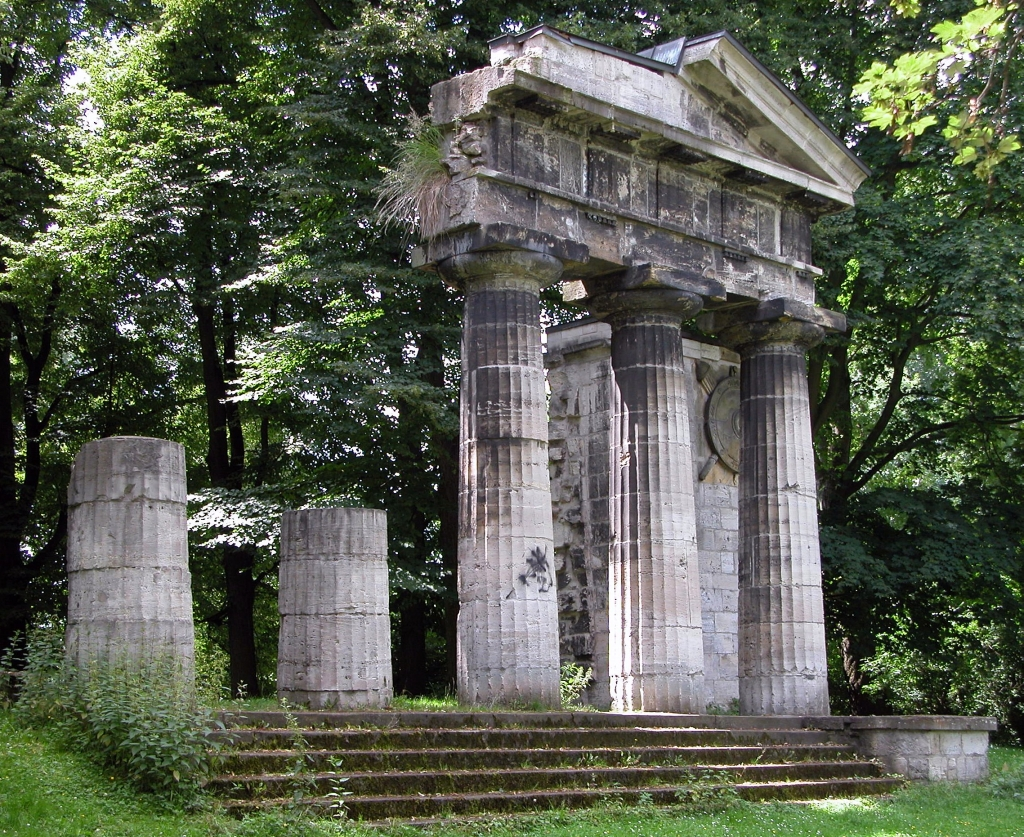
Detail des Kraheschen Portikus’

Ab 1805 entstand in den Okerauen, südlich der Altstadt, der Rönckendorffsche Garten, ein kleinerer Park, der vermutlich nach Plänen von Peter Joseph Krahe für den Kaufmann Röttger Rönckendorff angelegt wurde. Der Rönckendorffsche Garten bildete die Grundlage für den späteren Bahnhofspark und damit den Bürgerpark.
In den Jahren 1868/69 wurde der Park durch Promenadeninspektor Friedrich Kreiß umgestaltet und, da er direkt an den Braunschweiger Bahnhof angrenzte, als „Eisenbahnpark“ (später Bahnhofspark) eröffnet. Ab 1886 gestaltete Kreiß diesen Park erneut um und passte ihn dem Zeitgeschmack an, indem unter anderem künstliche Teiche und Spielanlagen angelegt wurden. Zwischen 1886 und 1891 entstand der Parkabschnitt um den Portikusteich. Im Herbst 1891 kaufte die Stadt ein Wiesengelände am Eisenbahnpark, um ihn erweitern zu können. Ein Teil des Eisenbahnparks wurde so zum Bürgerpark, der noch im selben Jahr eröffnet wurde. Ab 1892 begann der Bau des südlichen Teils. 1896 kam noch ein sogenanntes „Staffage-Bauwerk“ hinzu, nämlich ein von P. J. Krahe entworfener Säulen-Portikus, der von dem zur Hauptwache umgebauten Augusttor, welches von 1894 bis 1895 abgebrochen wurde, stammte. Der Portikus wurde im Park gewollt als Ruine gestaltet, jedoch im Zweiten Weltkrieg beschädigt und blieb bis heute unverändert. Der Portikus befindet sich am kleinen „Portikus-Teich“. An diesem mit Trauerweiden umstandenen, einen Hektar großen Teich stand ursprünglich auch eine Grotte.
Von 1892 bis 1896 wurde im südlichen Teil des Bürgerparks der 4,5 Hektar große Südteich angelegt.

### 20. Jahrhundert

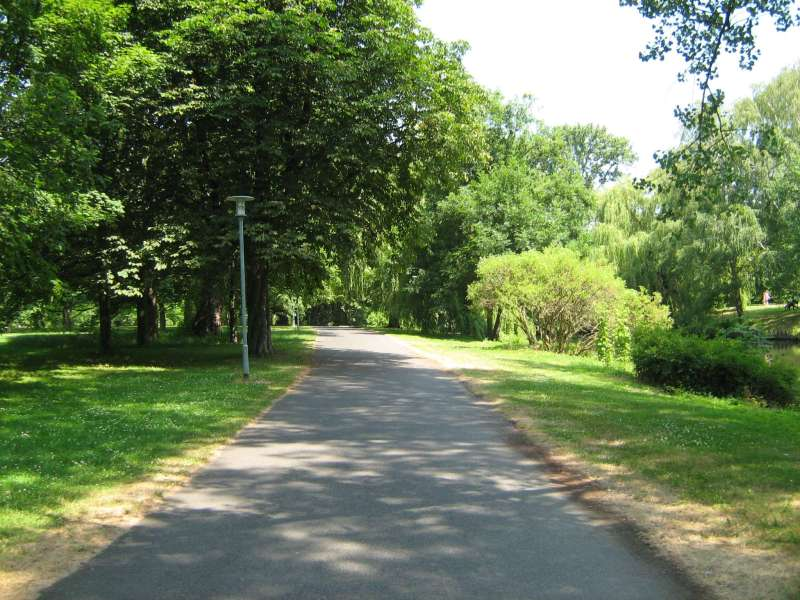
Weg entlang des Westlichen Umflutgrabens

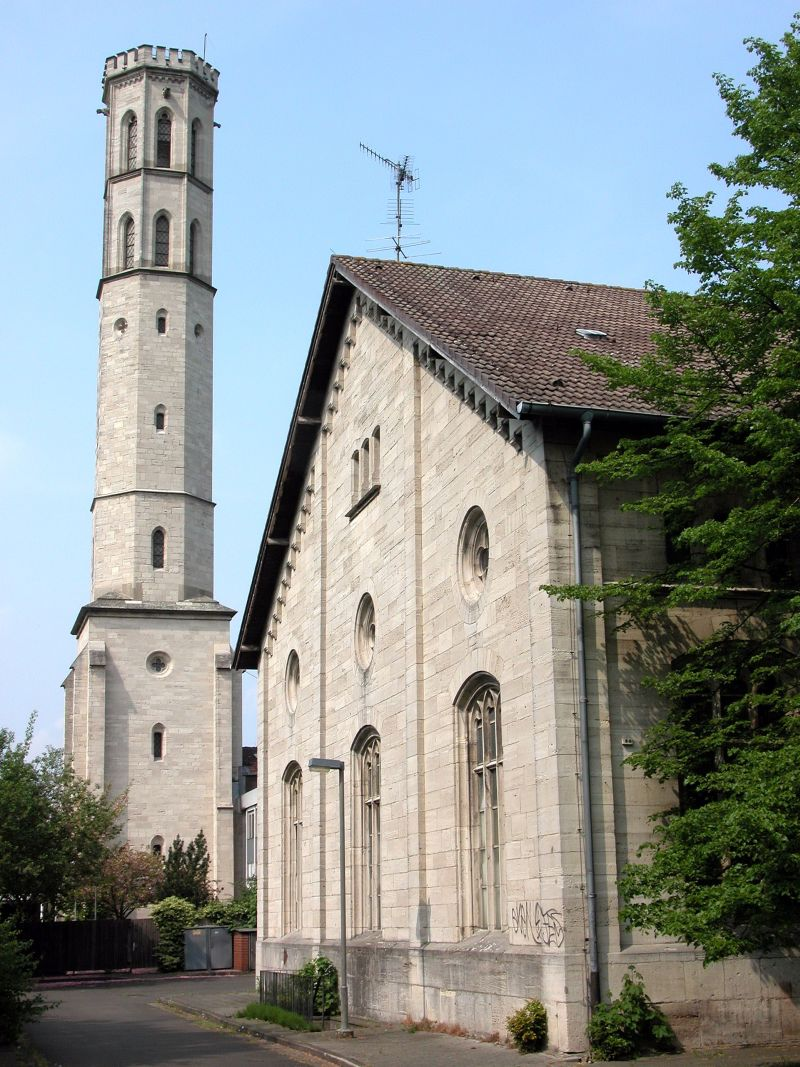
Schiefer „Wasserturm“ (Druckturm) und Maschinenhalle des vergangenen Flusswasserwerks

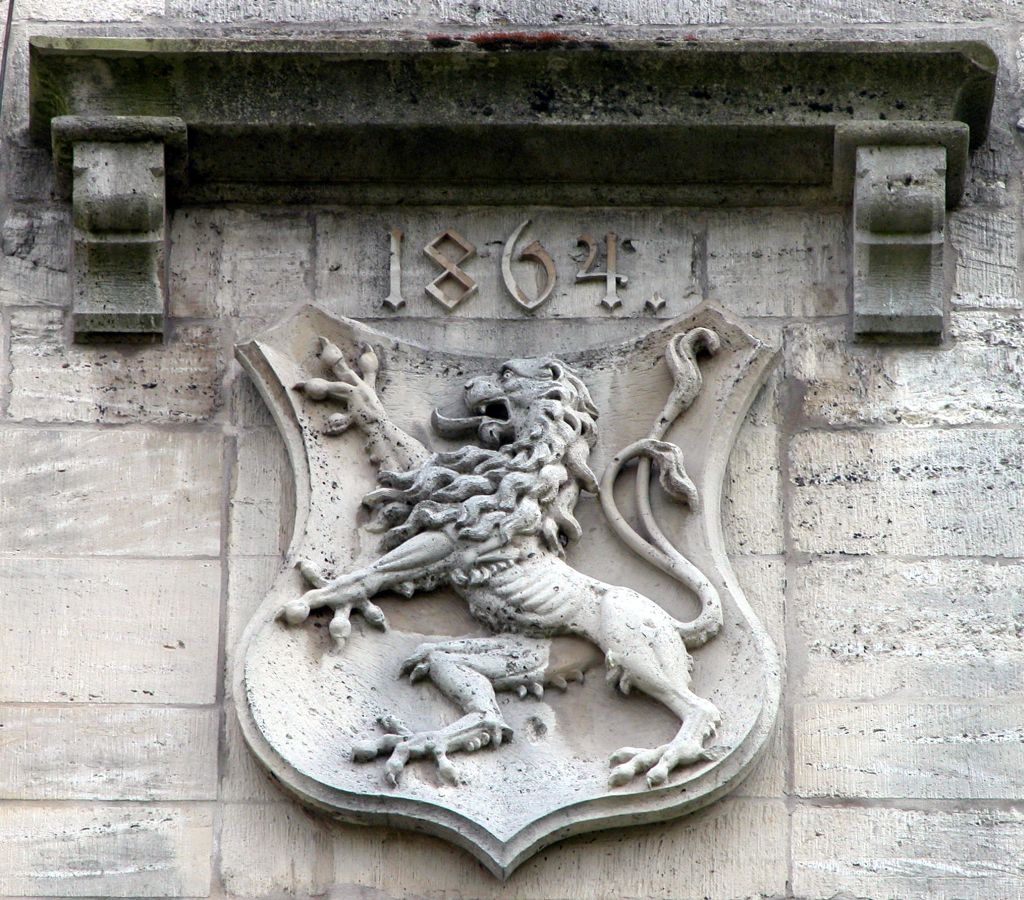
Detail des „Wasserturms“

1907 wurde ein Rokokohaus in den Bürgerpark versetzt, welches an anderer Stelle weichen musste. Dieses wurde im Zweiten Weltkrieg zerstört; übrig geblieben sind jedoch die Pavillonbauten und das Rokokotor mit Freitreppe, die das Rokokohaus umsäumten.
Im Bürgerpark befindet sich ein von 1900 bis 1908 künstlich geschaffener Aussichtsberg, der „Kreißberg“ (mittlerweile ein Naturdenkmal); er wurde hauptsächlich aus Hausmüll und Bauschutt aufgeschüttet und wird deshalb auch von der Bevölkerung „Scherbelberg“ genannt. Er ragt mit 89 m ü. NHN etwa 16 Meter über das Straßenniveau der Eisenbütteler Straße hinaus. Ursprünglich war noch geplant, ein großes Konzerthaus mit Wintergarten sowie eine Wasserkaskade im Park zu erbauen, diese Bauten wurden jedoch nicht ausgeführt.
Nach dem Ende des Zweiten Weltkrieges wurde 1950, im Zuge des Wiederaufbaus der stark zerstörten Stadt, das neben dem Stadt-Hallenbad neu gebaute Freibad im Bürgerpark eröffnet und die Wiederanpflanzungen im Park abgeschlossen. Schon vor dem Zweiten Weltkrieg war der Bürgerpark beliebter Ausflugsort für Badende und besaß mehrere Badeanstalten in und an der Oker. Die „Badetwete“, die zu einer der Badeanstalten (Flussbadeanstalt von Gellertshoff) führte, erinnert noch heute daran. Im westlichen Teil wurde bis Ende der 1950er Jahre das Okerflussbad „Bahnbade“ (auf dem Gelände der heutigen Okercabana) betrieben, mit der zunehmenden Verschmutzung des Okerwassers jedoch aufgegeben. 1952 wurden die Rettungsschwimmerschule der Deutschen Lebens-Rettungs-Gesellschaft (DLRG) und die Rettungsschwimmerschule „Georg Hax“ eingeweiht.
Ende der 1960er Jahre wurde auf dem Grundstück des ehemaligen Wasserwerks im Bürgerpark das Freizeit- und Bildungszentrum Bürgerpark erbaut, (offiziell als FBZ Bürgerpark abgekürzt, im Volksmund auch als FreiBiZe bezeichnet). Der Betrieb des FBZ wurde Anfang 2002 eingestellt. Ein im Stadtbild auffälliger schiefer Turm kennzeichnet weithin sichtbar die Stelle im Park, an der die Gebäudeteile des ehemaligen FBZ gelegen sind. Das 54 Meter hohe als „Wasserturm“ bezeichnete Bauwerk ist ein als Turm verkleideter Schornstein der Dampfmaschine, die die Wasserpumpen antrieb. Er wurde mit Muschelkalksteinen verblendet, damit er sich besser in das damals noch mittelalterlich geprägte Stadtbild einfügte. Auf alten Aufnahmen kann man noch den oberen Austrittsteil des Kamins sehen, der zwischenzeitlich entfernt wurde. In den Turm wurde zur Konstanthaltung des Drucks die Wassernetzleitung bis oben hin geführt, das Bauwerk in den Planskizzen daher als Druckthurm bezeichnet. Das Wasserwerk wurde während des Zweiten Weltkriegs fast vollständig (bis auf wenige Mauern und Mauerteile sowie den Turm) zerstört. Die verbliebenen Reste stehen unter Denkmalschutz. Bedingt durch den Baugrund direkt an der Oker hat sich der Turm seit Jahrzehnten leicht geneigt; er wurde in den 1990er Jahren für rund 800.000 DM saniert.
In den 1970er Jahren gab es Pläne zum Durchbruch des Bürgerparks in seinem südlichen Bereich, um die Hauptverkehrsadern Braunschweigs, die den sogenannten Braunschweiger Ring bilden, auf diese Weise schließen zu können. Diese Pläne wurden jedoch nicht umgesetzt.
1976 wurde der Bürgerpark westlich der Oker erweitert. Die neuen Parkflächen wurden auf dem ehemaligen Gelände des Alten Bahnhofes angelegt. In den 1990er Jahren wurde der Bürgerpark westlich der Oker noch einmal erweitert mit kleineren Flächen, welche die Stadt von Kleingärtnern aufgekauft hatte.

### 21. Jahrhundert
Am 11. April 2011 begann der erste Bauabschnitt der Sanierung des Naturdenkmals Kreißberg. Dabei wurde das Aussichtsplateau des ursprünglich als Aussichtsberg geschaffenen Bergs saniert und mit einem Geländer und Sitzbänken nach historischem Vorbild versehen. Dies ermöglicht wieder einen Rundumblick. Auch das Alpinum im oberen Bereich, das über Jahrzehnte von Laub verdeckt wurde, soll wieder freigelegt und wieder hergerichtet werden. Die Stadt investierte 100.000 Euro in die Sanierung.
Seit der Schließung des Freizeit- und Bildungszentrums gab es Überlegungen über die zukünftige Nutzung des Geländes. Man beschloss den Bau eines Vier-Sterne-Plus-Hotels. Hätte die Stadtverwaltung dafür keinen Investor gefunden, hätte alternativ auf dem Grundstück eine neue Jugendherberge gebaut werden sollen. Im März und April 2009 wurde das Gebäude abgerissen. Im Oktober 2011 wurde der Verkauf des Grundstücks an einen Hotelinvestor durch den Stadtrat beschlossen. Am 20. April 2012 wurde der Grundstein für das Steigenberger Parkhotel Braunschweig gelegt. Das Hotel wurde am 23. August 2013 eröffnet. Im Sommer 2014 wurde der Turm mit der Skulptur „Türmer“ ausgestattet, dessen Blick zur Innenstadt gerichtet ist.
Für die Pflege und Sanierung des Bürgerparks nach denkmalpflegerischen Gesichtspunkten wurde ein Pflege- und Entwicklungskonzept erstellt. Dieses sieht eine Wiederherstellung des Zustandes von 1930 vor. Bis 2017 soll eine Sanierung des Parks stattfinden.

## Flora
Zum Baum- und Strauchbestand des Bürgerparks gehören teils seltene heimische und fremdländische Arten. Dazu zählen u. a. Trompetenbaum, Tulpenbaum, Götterbaum, Apfeldorn, Spindelbaum, Lederhülsenbaum, Geweihbaum, Japanischer Korkbaum, Schwedische Mehlbeere, Abendländischer Lebensbaum, Buntblättriger Ahorn, Rote Pavie, Strauchkastanie, veredelte Blutbuche, Einblättrige Esche, Hängeesche, Krimlinde, Hängesilberlinde, Bergulme, Flatterulme, Zerreiche, Amerikanische Roteiche, Coloradotanne, Kanadische Hemlocktanne und die Haarzypresse. In Teilen finden sich große Flieder- und Rhododendron-Sträucher. In Wassernähe befinden sich besonders viele Trauerweiden.

## Sport und Freizeitgestaltung

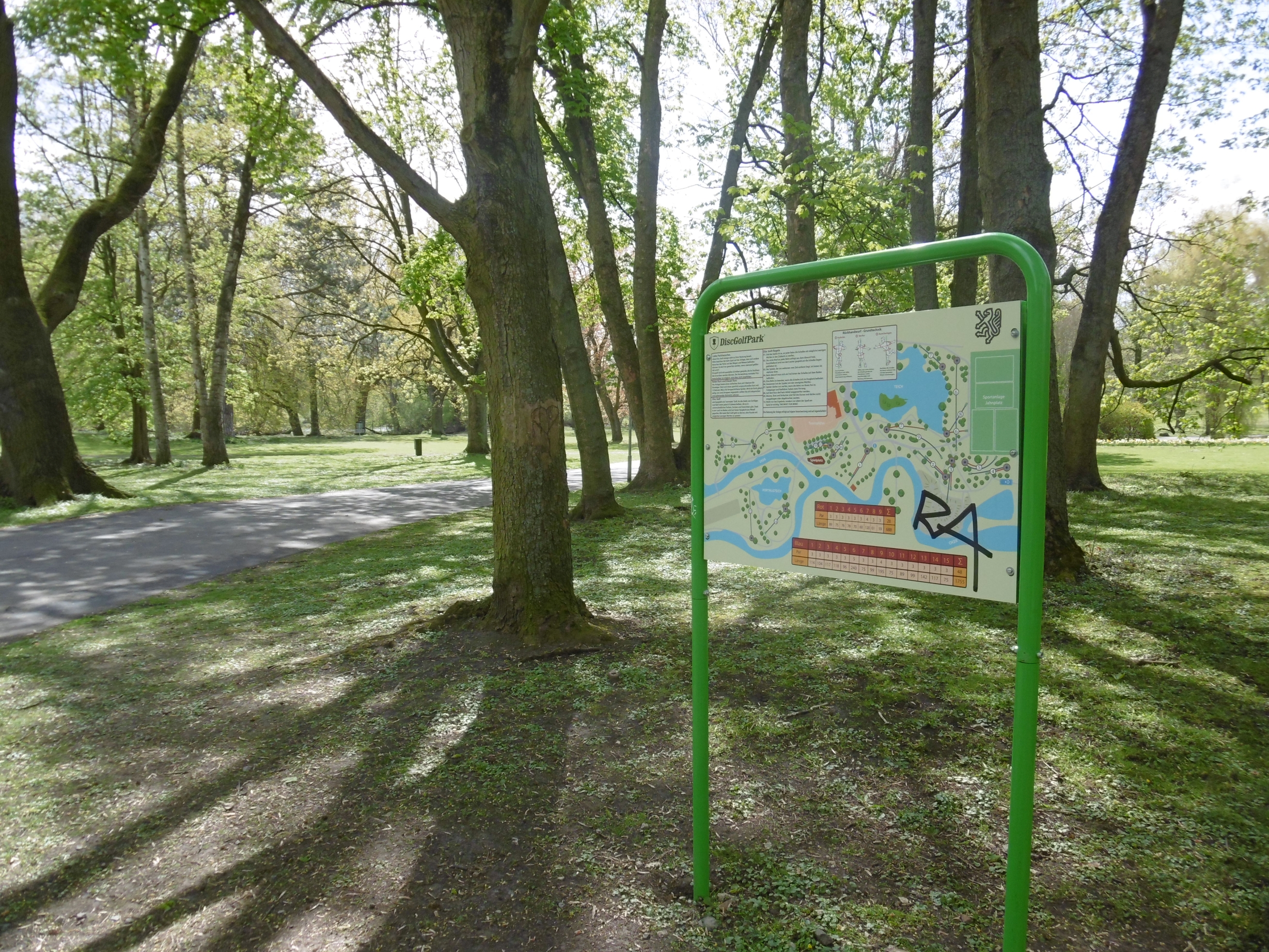
Informationstafel der 2015 eingerichteten Discgolf-Anlage im Bürgerpark.

Im und am Bürgerpark befinden sich heute einige Kleingartenanlagen (K.V. Okerwiese, K.V. Kennel), die historischen 14 Tennisplätze des Braunschweiger THC (BTHC), die Bezirkssportanlage Jahnplatz, der Fußballplatz des Rasensportvereins Braunschweig, das Vereinsheim des Gehörlosen Sportvereins Braunschweig e. V. 1925, das Vereinsheim der Marine-Jugend Braunschweig e. V., die Multifunktionshalle Volkswagen Halle Braunschweig samt Wirtschafts- und Stellflächen, das Freibad Bürgerpark, das Hallenbad „BürgerBadePark“ (das ehemalige „Stadtbad“) und das ehemalige Freizeit- und Bildungszentrum Bürgerpark. Seit 2005 ist im Bürgerpark in den Sommermonaten der Beach Club „Okercabana“ (mit künstlichem Sandstrand und mit Strandbar) mit Beachvolleyballfeld und Bootsanleger zu finden.
Im Jahr 2015 hat die Stadt Braunschweig in Zusammenarbeit mit der Frisbee-Abteilung des MTV Braunschweig eine Discgolf-Anlage eingerichtet, die aus neun Stationen für Anfänger und 15 für Fortgeschrittene besteht. Die Anlage wird von der Stadtverwaltung wegen des „landschaftlichen Reizes mit waldartigen Partien, den vorhandenen Teichen und der den Bürgerpark durchfließenden Oker […] als die schönste, aber auch sportlich anspruchsvollste der gesamten Region eingestuft“. Die Errichtungskosten wurden mit 20.000 Euro angegeben.

## Kultur und Veranstaltungen
Regelmäßig finden im Bürgerpark kulturelle Veranstaltungen statt. Besonders der neue Teil im Westen des Parks bietet mit seinen weiten Rasenflächen Platz für verschiedene Events, Feste und Festivale. Seit 1999 wird jährlich im August und September das Festival „Kultur im Zelt“ veranstaltet, bei dem ein großes Veranstaltungszelt für 1.000 Personen und ein kleines Veranstaltungszelt für 600 Personen aufgebaut werden. Angeboten werden Konzerte, Theater, Varieté, Kabarett und Stand-up-Comedy. 2016 hatte Kultur im Zelt 42.000 Besucher.
Seit 2010 gibt es auch die Freiluftveranstaltung „Klassik im Park“, bei der das Staatsorchester Braunschweig Konzerte spielt. 2012 hatte diese Veranstaltung 12.000 Besucher. Zum Weltkindertag findet seit einigen Jahren ein Kinderfest mit Entenrennen auf der Oker statt. Im Juni 2013 fand im Bürgerpark das erste Holifestival Braunschweigs statt. Die zum Sommerferienbeginn veranstaltete School's-Out-Party erstreckt sich vom Kiryat-Tivon-Park auch bis zum Bürgerpark.
Südwestlich des Bürgerparks befindet sich das rund fünf Hektar große Messegelände der Stadt, auf dem jahrzehntelang die Messe Harz + Heide stattfand.